# Осмийтрипразеодим
Осмийтрипразеодим — бинарное неорганическое соединение
осмия и празеодима
с формулой Pr3Os,
кристаллы.

## Получение
- Сплавление стехиометрических количеств чистых веществ:

{\displaystyle {\mathsf {Os+3Pr\ {\xrightarrow {670^{o}C}}\ Pr_{3}Os}}}

## Физические свойства
Осмийтрипразеодим образует кристаллы
ромбической сингонии,
пространственная группа P nma,
параметры ячейки a = 0,7423 нм, b = 0,9650 нм, c = 0,6449 нм, Z = 4,
структура типа карбида железа Fe3C
.
Соединение образуется по перитектической реакции при температуре <670°С.